# Дејвид Ли (физичар)
Дејвид Морис Ли (енгл. David Morris Lee; Рај, 20. јануар 1931) је амерички физичар који је 1996. године, заједно са Дагласом Ошерофом и Робертом Колманом Ричардсоном, добио Нобелову награду за физику „за откриће суперфлуидности у хелијуму-3”.